# Traktat Spitsbergeński

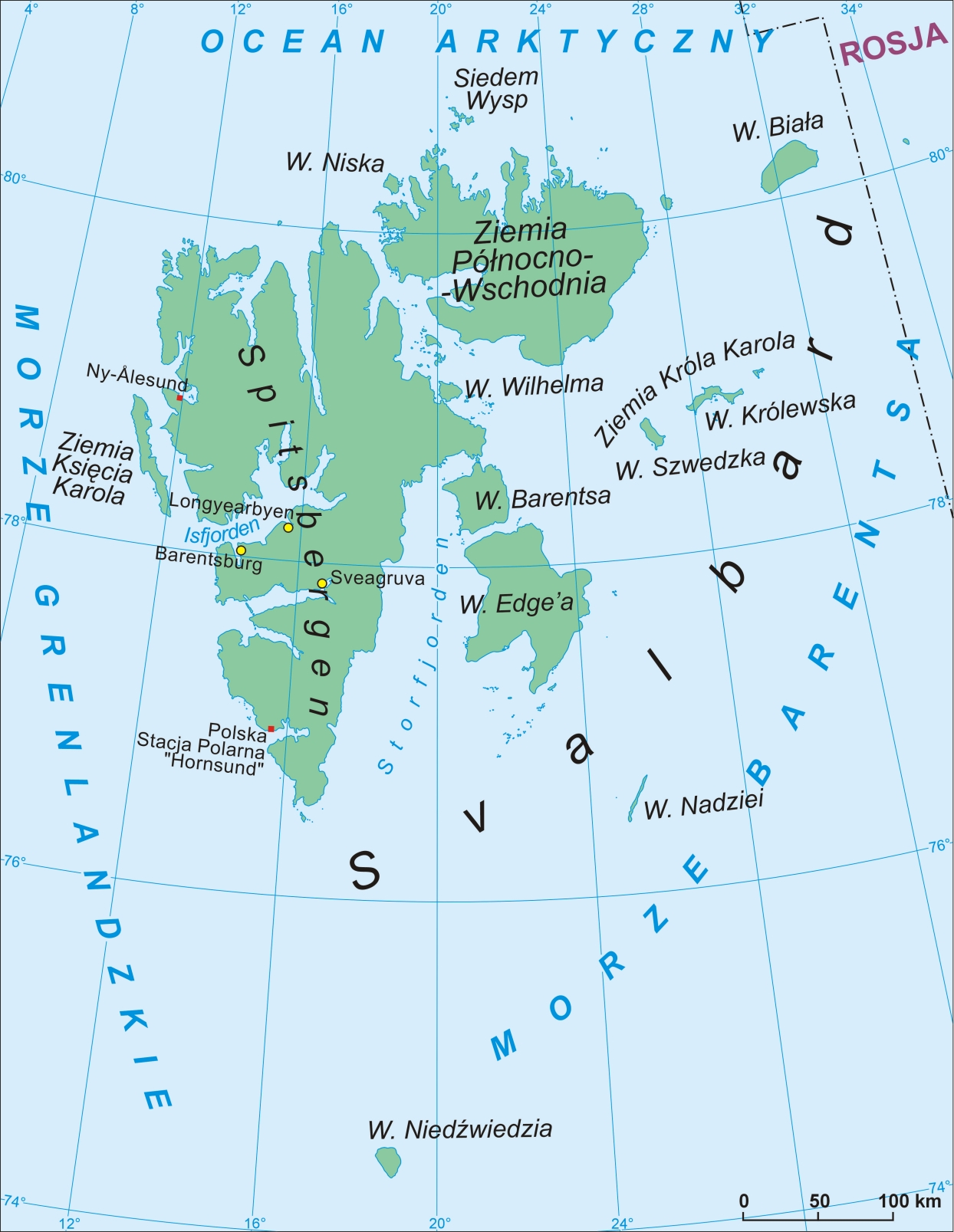

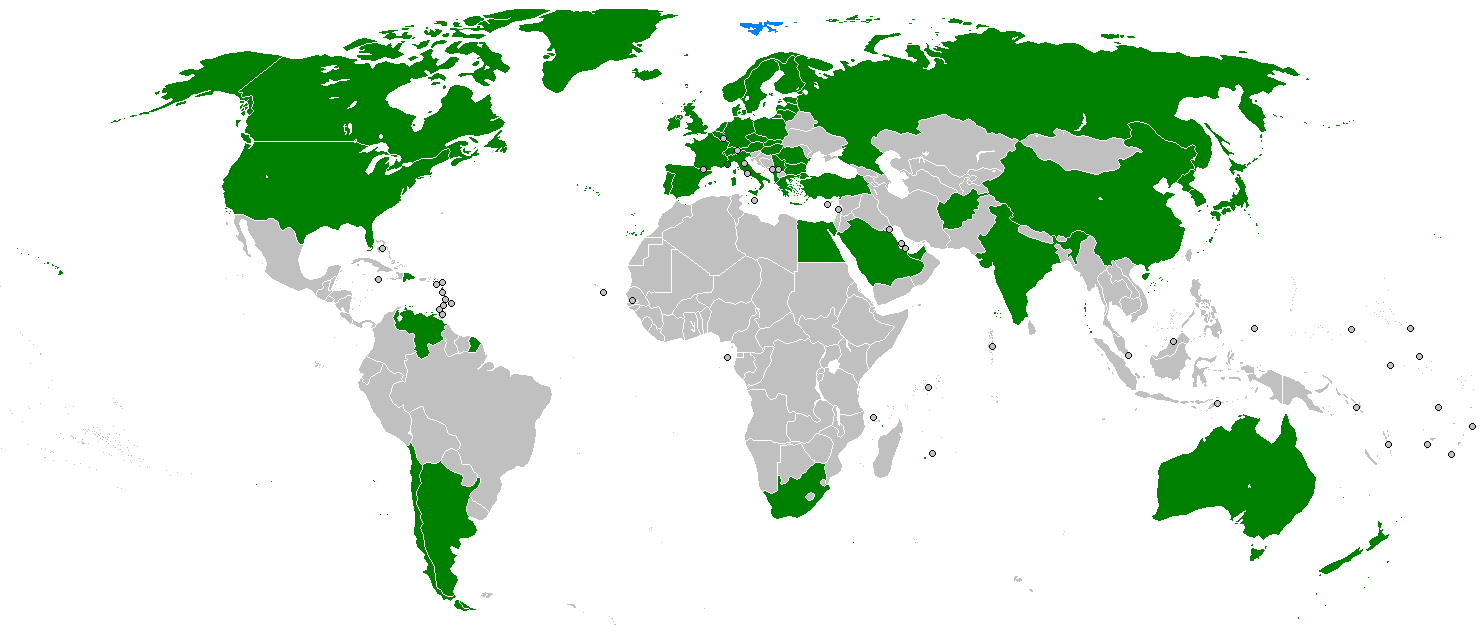
państwa-sygnatariusze

Traktat Spitsbergeński, znany także jako Traktat Paryski jest dokumentem dotyczącym archipelagu Svalbard. Traktat został podpisany w Paryżu 9 lutego 1920, a wszedł w życie 14 sierpnia 1925. Zawarty został pomiędzy Stanami Zjednoczonymi, Wielką Brytanią, Danią, Francją, Włochami, Japonią, Holandią i Szwecją. Ponad trzydzieści innych państw podpisało Traktat w czasie późniejszym. Związek Radziecki (obecnie Federacja Rosyjska) przyłączył się w 1935, a Polska podpisała Traktat 2 września 1931. Obecnie państw-sygnatariuszy jest 42.
Język autentyczny angielski i francuski, depozytariuszem jest rząd Francji.
W myśl art. 1 Traktatu archipelag Svalbard stanowi własność Królestwa Norwegii, ale państwa-sygnatariusze mają równe prawo do korzystania z zasobów naturalnych archipelagu i prowadzenia na jego terenie badań naukowych. W zakresie działalności gospodarczej prawa przyznane zapisami traktatu wykorzystują jedynie Norwegia i Rosja, które mają na Svalbardzie kopalnie węgla kamiennego. Pozostałe państwa, w tym w dużym zakresie Polska, prowadzą tam badania naukowe.
Svalbard jest strefą zdemilitaryzowaną (art. 9). W latach 1950. rząd norweski ogłosił Svalbard terytorium neutralnym, z zastrzeżeniem, że siły NATO mają prawo je zająć, jeśli neutralność Svalbardu zostanie naruszona.